# Rue du Ruisseau (Bruxelles)
Pour les articles homonymes, voir Rue du Ruisseau.
La rue du Ruisseau (en néerlandais: Beekstraat) est une rue bruxelloise de la commune de Molenbeek-Saint-Jean qui va de la rue des Houilleurs à la rue du Chœur en passant par la rue du Maroquin, la rue des Ateliers, la rue Doyen Fierens et la rue Courtois. La numérotation des habitations va de 1 à 43 pour le côté impair et de 2 à 48 pour le côté pair.
Le couple Roland Gillion et Anne-Marie Crowet possède un musée privé d'art contemporain chinois rue du ruisseau, dans l'ancien bâtiment La moutarderie nationale.

## Adresses notables
- no 1 : La moutarderie nationale, musée privé d'art contemporain chinois du couple Gillion-Crowet